# Wildsee (Estergebirge)
Der Wildsee ist ein natürliches Gewässer mit Vermoorungen im Estergebirge ohne nennenswerte oberirdische Zu- oder Abflüsse, eingebettet im Wildseetal.
Er ist von Eschenlohe über den Walchenseer Steig oder vom Walchensee aus als Bergwanderung erreichbar.
Der Wildsee liegt im Bereich des alpinen Plattenkalks, der zur Verkarstung neigt. Durch Markierungsversuche in den Jahren zwischen 1967 und 1973 wurde nachgewiesen,
dass das Wildseetal anders als das oberhalb gelegene Michelfeld unterirdisch nicht Richtung Loisachtal, sondern zum Walchensee hin entwässert.

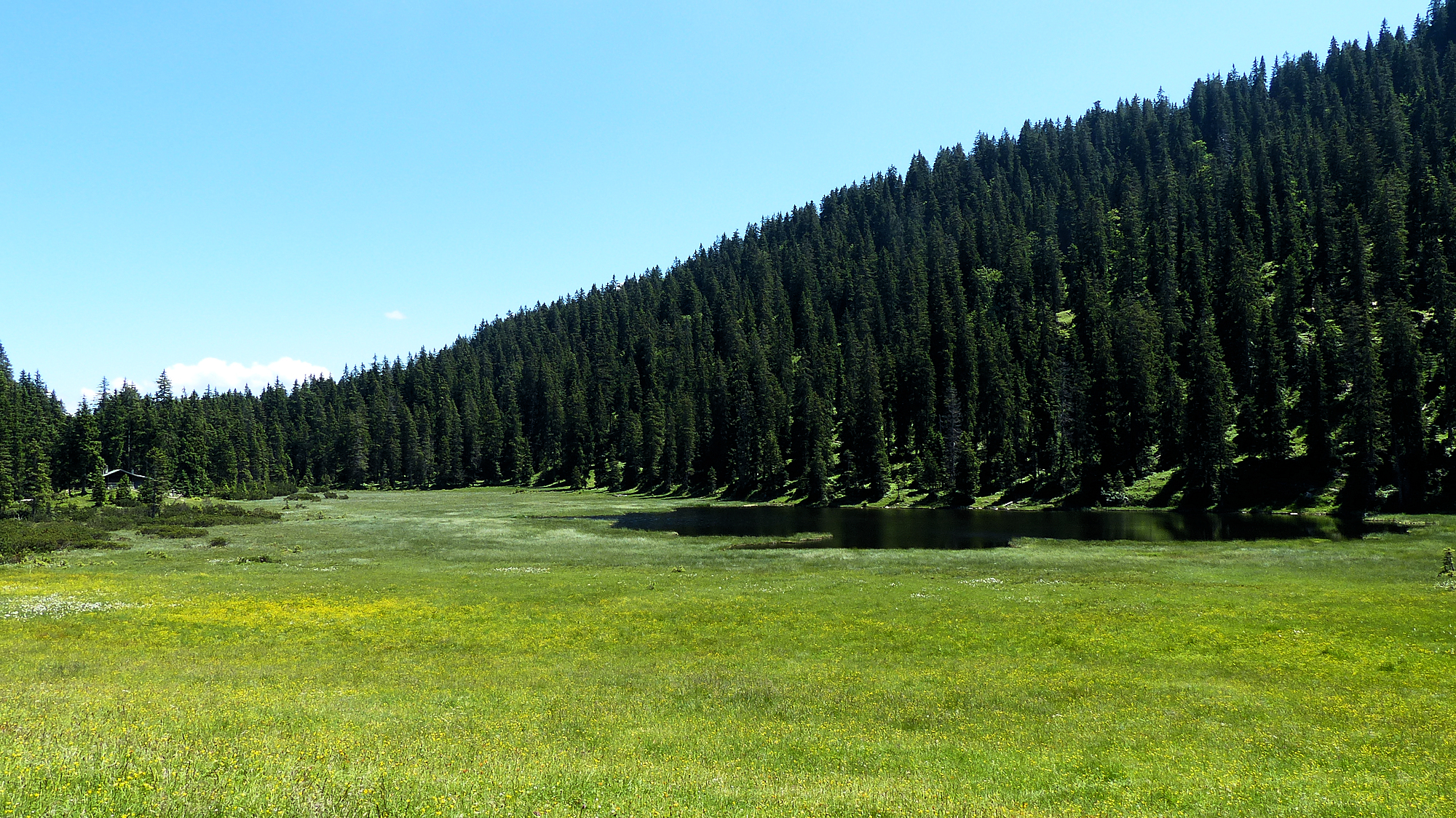
Wildsee im Estergebirge